# Stena Scandica
Stena Scandica è una nave ro-pax che opera nel mar Baltico per conto di Stena Line.

## Caratteristiche
La Stena Scandica è un traghetto ro-pax lungo 222 metri e largo 25, può trasportare 920 passeggeri e 277 auto. Grazie ai suoi 2 motori MAN B&W 9L 48/60B Diesel riesce a raggiungere una velocità di crociera di 22 nodi.
Dal 2020 al 2021 ha beneficiato di un restyling presso i cantieri di Tuzla, in Turchia, subendo un allungamento con conseguente aumento della capacità di carico di passeggeri e merci.

## Servizio
Costruita nel luglio 2005 e varata come Lagan Viking, è entrata in servizio per Norse Merchant Ferries nello stesso mese. Prende il nome dal fiume Lagan, il fiume principale di Belfast. Pochi mesi dopo, la Norse Merchant Ferries fu acquisita da Norfolkline.
Nel luglio 2010, Norfolkline è stata acquisita da DFDS. La nave è stata ribattezzata Lagan Seaways durante il suo refit nell'agosto 2010. Nello stesso anno, DFDS ha venduto le sue attività nell'Irlanda del Nord a Stena Line.  La vendita comprendeva la Belfast - Birkenhead, la Lagan Seaways e la gemella, Mersey Seaways. Nell'agosto 2011, la Lagan Seaways è stata ribattezzata Stena Lagan.
Nel marzo 2020, Stena Edda è arrivata dalla Cina per sostituire la Stena Lagan sulla rotta da Belfast a Birkenhead. La nave è quindi partita alla volta di Tuzla il 14 marzo 2020 per essere sottoposta a un allungamento con l'aggiunta di una sezione centrale di 36 m. Oltre all'allungamento sono state effettuate modifiche alla prua e in seguito è stata ribattezzata Stena Scandica. A giugno 2021 torna operativa sulla rotta Nynäshamn - Ventspils.

## Navi gemelle
- Stena Baltica